# Catherine Lalumière
Catherine Lalumière (ur. 3 sierpnia 1935 w Rennes) – francuska prawnik i polityk, parlamentarzystka krajowa, minister, eurodeputowana dwóch kadencji, w latach 1989–1994 sekretarz generalny Rady Europy.

## Życiorys
Z wykształcenia doktor prawa publicznego, pracowała na uniwersytetach w Rennes, Bordeaux i Paryżu. W 1981, 1986 i 1988 była wybierana do Zgromadzenia Narodowego z jednego z okręgów w Żyrondzie. Była także radną aglomeracji Bordeaux (1983–1995), radną miejską w Talence (1989–1995) i radną regionu Île-de-France (1998–2004).
W 1981 została sekretarzem stanu odpowiedzialnym za służbę cywilną i reformę administracyjną w pierwszym rządzie Pierre’a Mauroy. W drugim gabinecie tego samego premiera od 23 czerwca 1981 do 22 marca 1983 sprawowała urząd ministra spraw konsumenckich, a następnie w jego trzecim gabinecie (do 1984) sekretarza stanu w Ministerstwie Gospodarki, Finansów i Budżetu. Pozostała na tym stanowisku również w rządzie Laurenta Fabiusa, jednak jeszcze w tym samym roku została przesunięta na funkcję sekretarza stanu w Ministerstwie Spraw Zagranicznych, odpowiadając do 1986 za sprawy europejskie.
W okresie od 1 czerwca 1989 do 31 maja 1994 pełniła funkcję sekretarza generalnego Rady Europy.
W wyborach w 1994 z ramienia zorganizowanej na bazie Lewicowej Partii Radykalnej listy Energie Radicale (prowadzonej przez Bernarda Tapie) została wybrana do Parlamentu Europejskiego IV kadencji. Była przewodniczącą frakcji Europejskiego Sojuszu Radykalnego. W 1999 z ramienia koalicji PS-PRG-MDC uzyskała reelekcję na V kadencję. Należała do grupy socjalistycznej, od 2001 pełniła funkcję wiceprzewodniczącej Europarlamentu V kadencji. W PE zasiadała do 2004.
Po odejściu z czynnej działalności politycznej obejmowała różne funkcje społeczne, m.in. w latach 2008–2017 kierowała federacją FFME, związaną z Ruchem Europejskim.

## Życie prywatne
Od 1960 była żoną Pierre’a Lalumière (1930–1996), także prawnika i polityka.

## Odznaczenia
- Komandor Legii Honorowej (2023)[7]
- Krzyż Wielki Orderu Zasługi Republiki Włoskiej (Włochy, 1990)[8]
- Krzyż Wielkiego Oficera Orderu Gwiazdy Rumunii (Rumunia, 2000)[9]
- Złoty Order za Zasługi (Słowenia, 2009)[10]